# DPH1
DPH1 (англ. Diphthamide biosynthesis 1) – білок, який кодується однойменним геном, розташованим у людей на короткому плечі 17-ї хромосоми. Довжина поліпептидного ланцюга білка становить 443 амінокислот, а молекулярна маса — 48 805.
| 10         |  | 20         |  | 30         |  | 40         |  | 50         |
| ---------- |  | ---------- |  | ---------- |  | ---------- |  | ---------- |
| MRRQVMAALV |  | VSGAAEQGGR |  | DGPGRGRAPR |  | GRVANQIPPE |  | ILKNPQLQAA |
| IRVLPSNYNF |  | EIPKTIWRIQ |  | QAQAKKVALQ |  | MPEGLLLFAC |  | TIVDILERFT |
| EAEVMVMGDV |  | TYGACCVDDF |  | TARALGADFL |  | VHYGHSCLIP |  | MDTSAQDFRV |
| LYVFVDIRID |  | TTHLLDSLRL |  | TFPPATALAL |  | VSTIQFVSTL |  | QAAAQELKAE |
| YRVSVPQCKP |  | LSPGEILGCT |  | SPRLSKEVEA |  | VVYLGDGRFH |  | LESVMIANPN |
| VPAYRYDPYS |  | KVLSREHYDH |  | QRMQAARQEA |  | IATARSAKSW |  | GLILGTLGRQ |
| GSPKILEHLE |  | SRLRALGLSF |  | VRLLLSEIFP |  | SKLSLLPEVD |  | VWVQVACPRL |
| SIDWGTAFPK |  | PLLTPYEAAV |  | ALRDISWQQP |  | YPMDFYAGSS |  | LGPWTVNHGQ |
| DRRPHAPGRP |  | ARGKVQEGSA |  | RPPSAVACED |  | CSCRDEKVAP |  | LAP        |

A: Аланін

C: Цистеїн

D: Аспарагінова кислота

E: Глутамінова кислота

F: Фенілаланін

G: Гліцин

H: Гістидин

I: Ізолейцин

K: Лізин

L: Лейцин

M: Метіонін

N: Аспарагін

P: Пролін

Q: Глутамін

R: Аргінін

S: Серин

T: Треонін

V: Валін

W: Триптофан

Кодований геном білок за функцією належить до трансфераз. 
Задіяний у такому біологічному процесі, як альтернативний сплайсинг. 
Білок має сайт для зв'язування з S-аденозил-L-метіоніном. 
Локалізований у цитоплазмі, ядрі.